# Quwaylibah
Quwaylibah è un sito archeologico della Giordania, identificato con il nome biblico di Abila.

## Descrizione del sito e Storia
Gli archeologi credono che il primo insediamento umano risalga al 3500 a.C. e, poiché sono state ritrovate tracce di diverse epoche, che un tempo fosse un importante centro di commercio e di scambio culturale. I Romani edificarono un teatro, i cui resti sono solo parzialmente visibili, nell'avvallamento che separa i due tumuli, che costituivano l'antica città. Questi due tumuli sono detti Tell al-Abila e Tell Umm al-Amad. Dopo i primi scavi emerse anche una conduttura per l'acqua.
Una volta rinvenuta la conduttura per l'acqua gli archeologi trovarono la vasta necropoli, principale attrazione del sito, risalente alla conquista di Alessandro Magno. Fu successivamente arricchita dai Romani, come dimostra una grande zona impostata sullo stile latino, e dai Bizantini, che eressero un piccolo santuario, del quale rimane appena l'ingresso. Fino ad oggi sono state scoperte circa centoventi tombe, alcune delle quali contenenti affreschi.